# Kontingens
Kontingens är en modalitet som betecknar påståenden (propositioner) vars sanningsvärde inte med logisk nödvändighet är sant eller falskt. En kontingent händelse är en händelse som har ägt rum men som inte behövde äga rum. På samma sätt är ett kontingent påstående ett påstående som inte nödvändigtvis är sant men som inte heller nödvändigtvis är falskt.
Av de följande två sanna påståendena är det första kontingent sant medan det andra är nödvändigt sant:
- Saras storebror springer långsammare än Sara.
- Saras storebror är äldre än Sara.

Det första påståendet råkar kanske vara sant, men skulle lika gärna kunna vara falskt. Det andra påståendet skulle däremot inte kunna vara falskt; det är logiskt nödvändigt att Saras storebror är äldre än Sara. Om han inte vore det så vore han inte hennes storebror.
Andra modaliteter är möjlighet, omöjlighet och nödvändighet.